# Euscorpiops
Euscorpiops là một chi bọ cạp trong họ bọ cạp Euscorpiidae thuộc bộ Scorpiones.

## Các loài
- Euscorpiops asthenurus (Pocock, 1900)
- Euscorpiops bhutanensis (Tikader & Bastawade, 1983)
- Euscorpiops binghamii (Pocock, 1893)
- Euscorpiops kaftani (Kovarik, 1993)
- Euscorpiops karschi (Qi, Zhu & Lourenço, 2005)
- Euscorpiops kubani Kovarik, 2004
- Euscorpiops longimanus (Pocock, 1893)
- Euscorpiops montanus Karsch, 1879
- Euscorpiops shidian (Qi, Zhu & Lourenço, 2005)
- Euscorpiops vachoni (Qi, Zhu & Lourenço, 2005)
- Euscorpiops dakrong (Bọ cạp Đa krong, Quảng Trị)
- Euscorpiops cavernicola (Bọ cạp Phạm)